# کامیل رازات
کامیل امیلی رازات (به انگلیسی: Camille Émilie Razat) (زادهٔ ۱ مارس ۱۹۹۴) در سن ژان (اوت-گارون)، یک هنرپیشه و مدل فرانسوی است. او بیشتر برای ایفای نقش لئا مورل در مجموعهٔ تلویزیونی درام ناپدید شدن از شبکه فرانسه ۲، نقش سالومه در سریال جنایی سروان مارلو و کامیل در سریال نتفلیکس امیلی در پاریس شناخته شده است.

## زندگی‌نامه
کامیل رازات در سن ژان (اوت-گارون) متولد شد. وی دختر پاتریک رازات، مدیر شرکت ماکاهرها، و کاترین کانتگرل، سوفرولوژیست می‌باشد. وی تحصیلات خود را در دبیرستان سنت سرن در تولوز به انتها رساند.

### حرفه
وی کار خود را به نام یک مدل در سنین ۱۶ سالگی شروع کرد، وبعدها نخستین گام‌های خود را به اسم بازیگر برای سریال تلویزیونی ناپدید شده که در بهار ۲۰۱۵ از فرانسه ۲ پخش شد برداشت.
وی نخستین حضور خود در تئاتر را در تاریخ ۲۰۱۸ در لسماتورین‌ها در صحنه‌پردازی توسط ولکر شلوندورف از مونولوگ آماندا استرز با نام پیر یهودی بلوند , انجام نمود.
وی در سال ۲۰۲۰، با نقش‌آفرینی در سریال امیلی در پاریس در سطح بین‌المللی ظاهر شد.
به دنبال بداسمی که این سریال به رهاوردآورد، وی در سال ۲۰۲۱ سفیر بین‌المللی جدید لورآل پاریس می‌شود.

## فیلم‌شناسی

### سینما

#### فیلم‌های بلند
- سال ۲۰۱۷: راک اند رول اثر گیوم کنه: دختری از کلوپ شبانه
- سال فیلم در ۲۰۱۸: دوست-دوست ویکتور سنت مکاری: جولیا
- سال ۲۰۱۸: ۳:۱۷ بعد از ظهر برای پاریس توسط کلینت ایستوود: مهماندار قطار
- سال ۲۰۱۸: عشق یک مهمانی از سدریک آنجر است: هوی و هوس
- سال۲۰۱۹: دختران با توپ اثر اولیویه آلفونسو: لیسگ
- سال۲۰۲۱: چیزهای انسانی اثر ایوان آتال: خروج
- سال۲۰۲۲: مستمه اثر دیدیه د. داروین: لوئیزا

#### فیلم‌های کوتاه
- سال۲۰۱۴: آخرین سفر سیریل مانزینی: ساشا
- سال۲۰۱۸: اشکال از سدریک پروست: کامیل انگل
- سال ۲۰۱۸: آب در چشمان ژان سیگوالت: جودیت

### تلویزیون

#### فیلم‌های تلویزیونی
- سال ۲۰۲۲: دایان دو پواتیه اثر خوزه دایان

#### سریال‌های تلویزیونی
- سال ۲۰۱۵: ناپدید شد: لیا مورل
- سال ۲۰۱۵: کاپیتان مارلو: سالومه دلوین
- سال ۲۰۲۰-۲۱-۲۲: امیلی در پاریس: کمیل

#### ویدیوها
- سال۲۰۱۹: وعده‌ها[۸] در کانال یوتیوب بیگ فلو و اولی

### تئاتر
- سال ۲۰۱۸: پیر یهودی بلوند اثر آماندا استرز به کارگردانی فولکر شلونورف در تئاتر ماتورین